# Paul Goldschmidt
Paul Edward Goldschmidt, soprannominato "Goldy" (Wilmington, 10 settembre 1987), è un giocatore di baseball statunitense di ruolo prima base per i New York Yankees della Major League Baseball (MLB).

## Carriera

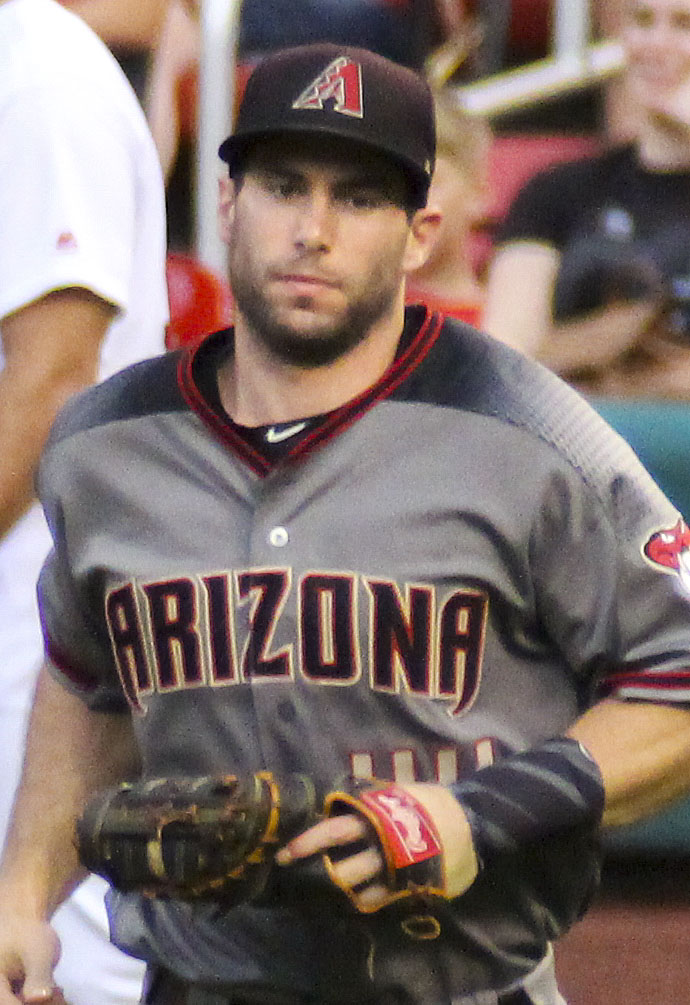
Goldschmidt con i Diamondbacks nel 2017

Goldschmidt fu scelto dagli Arizona Diamondbacks nell'ottavo giro del draft 2009. Debuttò nella MLB il 1º agosto 2011, all'AT&T Park di San Francisco contro i San Francisco Giants, facendo registrare una valida al primo turno in battuta in carriera. Il giorno successivo batté il suo primo fuoricampo contro i San Francisco Giants. Nella sua stagione da rookie, Goldschmidt ebbe una media battuta di .250, con 8 home run e 26 punti battuti a casa (RBI) in 48 gare.
Nel 2013, Goldschmidt fu convocato per il suo primo All-Star Game. Quell'anno ebbe una media battuta di .302 e guidò la National League con 36 home run e 125 RBI, finendo secondo nel premio di MVP della National League dietro all'esterno dei Pittsburgh Pirates Andrew McCutchen.
Il 10 giugno 2015, Goldschmidt batté il suo 100º fuoricampo in carriera contro i Los Angeles Dodgers. Venne convocato per il terzo All-Star Game consecutivo e concluse la stagione con .321 in battuta. con 33 home run e 110 RBI nel 2015, vincendo il secondo Guanto d'oro e il secondo Silver Slugger Award. Per la seconda volta nelle ultime tre stagioni, Goldschmidt si classificò secondo nel premio di MVP, questa volta dietro all'esterno dei Washington Nationals Bryce Harper.
Il 2 luglio 2017, Goldschmidt fu convocato per il quinto All-Star Game della carriera. A fine anno vinse il suo terzo Guanto d'oro per le sue prestazioni a livello difensivo e il terzo Silver Slugger Award dopo avere chiuso con una media battuta di .297, 36 fuoricampo e 120 RBI. Ancora una volta finì sul podio del premio di MVP, giungendo terzo dietro a Giancarlo Stanton e Joey Votto.
Il 5 dicembre 2018, i Diamondbacks cedettero Goldschmidt ai St. Louis Cardinals in cambio di Carson Kelly, Luke Weaver e Andy Young.

## Palmarès

### Nazionale
- World Baseball Classic:  Medaglia d'Oro

Team USA: 2017

### Individuale
- MLB All-Star: 6

2013–2018
- Guanti d'oro: 4

2013, 2015, 2017, 2021
- Silver Slugger Award: 4

2013, 2015, 2017, 2018
- Hank Aaron Award: 1

2013
- Leader della National League in fuoricampo: 1

2013
- Leader della National League in punti battuti a casa: 1

2013
- Giocatore del mese della National League: 1

(giugno 2018)
- Giocatore della settimana della National League: 2

(3 maggio 2015, 10 giugno 2018)